# Росдал
Росдал (на нидерландски: Roosdaal) е селище в Централна Белгия, окръг Хале-Вилворде на провинция Фламандски Брабант. Населението му е около 10 700 души (2006).

## Известни личности
Родени в Росдал
- Франс Ван Кауеларт (1880-1961), политик